# Carrer de Vilanova (Tortosa)
El carrer de Vilanova és un carrer del barri de Remolins a Tortosa (Baix Ebre), inclòs a l'Inventari del Patrimoni Arquitectònic de Catalunya.

## Descripció
Uneix el carrer de Vandellòs amb el carrer Major de Remolins. El seu traçat és recte, però presenta diverses ampliacions en forma de replaça lateral. Té uns 2,5 m d'amplada. Els habitatges solen tenir tres pisos, i el superior poden ser golfes. Es tracta en tots els casos d'edificis del segle xix o començament del XX, la majoria amb les façanes arreglades i arrebossades posteriorment, moltes de les quals deteriorades. Oscil·len entre els 4 i 6 m de façana.
La major part dels balcons tenen poca volada i són de ferro, i conserven les manises vidriades originals a la banda de sota (núm. 5, 10, 11, 17, 26, 27, 29, etc.). Se'n destaquen la núm. 53, amb la base i els muntants de la porta de pedra; la núm. 3, que conserva l'aparença original; i la núm. 25, amb voladís format pels caps dels cabirons, sense treballar, sostenint les teules.

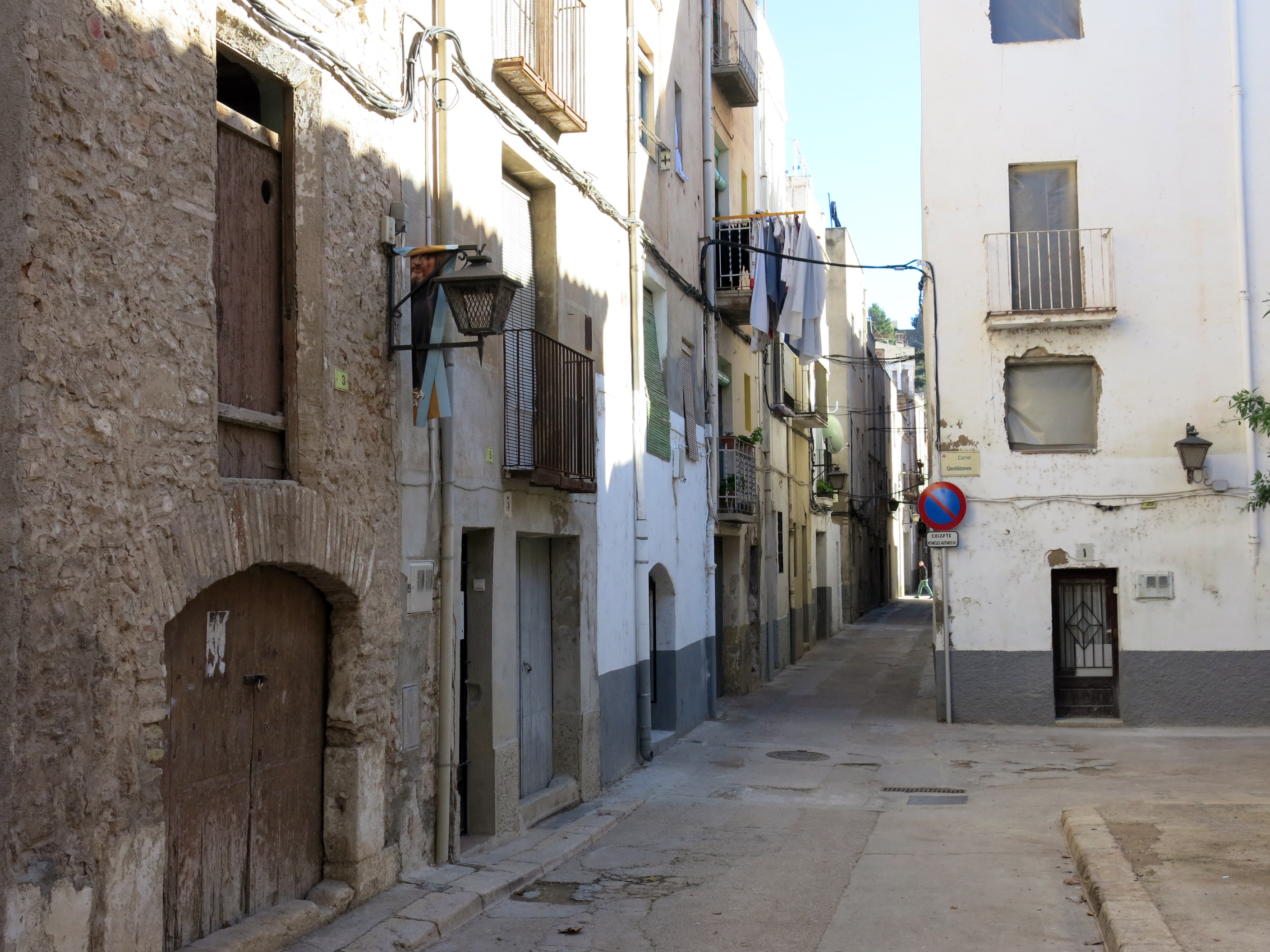
Una de les diverses placetes que forma el carrer de Vilanova, amb el carrer de Gentildones que arrenca al fons a la dreta

## Història
Ha estat tradicionalment l'eix del sector nord-est del barri de Remolins, l'antic barri jueu. Encara que les edificacions són posteriors, conserva el traçat medieval.